# Yoshiki Takahashi (Fußballspieler, 2001)
Yoshiki Takahashi (japanisch 髙橋 馨希 Takahashi Yoshiki; * 16. Juni 2001 in der Präfektur Kanagawa) ist ein japanischer Fußballspieler.

## Karriere
Yoshiki Takahashi erlernte das Fußballspielen in der Schulmannschaft der Tokoha University Tachibana High School sowie in der Universitätsmannschaft der Hōsei-Universität. Die Saison 2023 wurde er von der Universität an den Drittligisten Kataller Toyama. In der Saison 2023 bestritt er sechs Drittligaspiele. Hierbei erzielte er einen Treffer. Nach der Ausleihe wurde er am 1. Februar 2024 fest von Kataller unter Vertrag genommen. Am Ende der Saison 2024 belegte er mit dem Verein den dritten Platz und qualifizierte sich für die Aufstiegsspiele. Hier spielte man im Finale gegen Matsumoto Yamaga 2:2-Unentschieden. Da Katallar in der regulären Spielzeit den dritten Platz belegte, stieg man in die zweite Liga auf.